# Silver's Blue
| Recensione | Giudizio |
| ---------- | -------- |
| AllMusic   | [ 2 ]    |

Silver's Blue è un album del quintetto di Horace Silver, pubblicato dalla Epic Records nell'agosto del 1957.

## Tracce

### LP
Lato A
1. Silver's Blue – 7:42 (Horace Silver) – Registrato il 17 luglio 1956
2. To Beat or Not to Beat – 4:02 (Horace Silver) – Registrato il 2 luglio 1956
3. How Long Has This Been Going On? – 4:16 (Ira Gershwin, George Gershwin) – Registrato il 2 luglio 1956
4. I'll Know – 7:23 (Frank Loesser) – Registrato il 17 luglio 1956

Lato B
1. Shouting Out – 6:31 (Horace Silver) – Registrato il 2 luglio 1956[5]
2. Hank's Tune – 5:25 (Hank Mobley) – Registrato il 18 luglio 1956
3. The Night Has a Thousand Eyes – 8:56 (Buddy Bernier, Jerry Brainin) – Registrato il 18 luglio 1956[6]

## Musicisti
Brani A1, A4, B2 e B3
- Horace Silver - pianoforte
- Donald Byrd - tromba
- Hank Mobley - sassofono tenore
- Doug Watkins - contrabbasso
- Art Taylor - batteria

Brani A2, A3 e B1
- Horace Silver - pianoforte
- Joe Gordon - tromba
- Hank Mobley - sassofono tenore
- Doug Watkins - contrabbasso
- Kenny Clarke - batteria

Note aggiuntive
- Cal Lampley - produttore
- Registrazioni effettuate il 2, 17 e 18 luglio 1956 al Columbia Studio D, New York
- Leonard Feather - note retrocopertina album originale